# Outlaw (песня)
«Outlaw» — промосингл американского хип-хоп-исполнителя 50 Cent. Песня была спродюсирована Cardiak и официально выпущена в качестве цифровой загрузки 19 июля 2011 года.

## О сингле
Песня была выпущена после того, как 50 Cent признался в Twitter, что он и его лейбл имели разногласия, и что его альбом будет выпущен. Позже, 50 Cent взял инициативу в свои руки, и выпустил песню сам, на своем сайте Thisis50.com 16 июня. Из-за большого успеха песни, 50 Cent сказал в Twitter, что лейбл согласился выпускать его пятый альбом, из-за успеха песни.

## Выпуск
Песня попала в чарт US Hot R&B/Hip-Hop Songs chart под номером 99 в первую неделю, когда на современном городском радио закончили его крутить, 23 июля 2011 года, после его цифрового релиза. Трек также попал в чарт Billboard Hot 100 под номером 87.

## Список композиций
Цифровая дистрибуция
| №  | Название | Автор(ы)                       | Продюсер(ы) | Длительность |
| -- | -------- | ------------------------------ | ----------- | ------------ |
| 1. | «Outlaw» | Curtis Jackson, Carl McCormick | Cardiak     | 3:16         |

## Информация о релизе

### Релиз
| Страна | Дата          | Формат               | Лейбл                        |
| ------ | ------------- | -------------------- | ---------------------------- |
| США    | 19 июля, 2011 | Цифровая дистрибуция | Shady, Aftermath, Interscope |

## Чарты
| Чарт (2011)                           | Позиция |
| ------------------------------------- | ------- |
| Канада (Canadian Hot 100)             | 87      |
| США Billboard Hot 100                 | 87      |
| США Hot R&B/Hip-Hop Songs (Billboard) | 99      |